# Bars and Melody
Bars and Melody (alias BAM) is een Brits popduo, bestaande uit rapper Leondre "Bars" Devries en zanger Charlie "Melody" Lenehan, dat in 2014 deelnam aan het achtste seizoen van Britain's Got Talent en daarin derde eindigde. Na de show tekende het duo een platencontract bij Syco Music. Hun debuutalbum 143 kwam uit op 21 augustus 2015.

## Geschiedenis

### 2013–2014: vorming enBritain's Got Talent
Devries en Lenehan ontmoetten elkaar voor het eerst in september 2013 op Facebook, nadat Devries solo-optredens van Lenehan had gezien. Ze ontmoetten elkaar persoonlijk in januari 2014 en besloten een muziekduo te vormen onder de naam Bars and Melody.
Op 8 februari 2014 deed het duo auditie in Manchester voor het achtste seizoen van Britain's Got Talent. Ze brachten een nummer gebaseerd op Hope van Twista en Faith Evans, waarbij Devries de originele coupletten verving met teksten tegen pesten. Na de auditie begon het publiek "Push the gold!" te scanderen, waarop Simon Cowell op de gouden knop drukte en het duo zich zo rechtstreeks plaatste voor de halve finales. Sindsdien is hun auditie al meer dan 200 miljoen keer bekeken op YouTube.
Voorafgaand aan de halve finales werden de jongens geïnterviewd bij The Ellen DeGeneres Show en werden verschillende advertenties gepost op Facebook. Ze maakten reclame voor Britain's Got Talent en zichzelf en traden op met hun auditienummer. In de halve finale traden zij op met I'll be missing you van Puff Daddy and Faith Evans, waarin een aantal nieuwe coupletten waren toegevoegd over iemand die recentelijk een vriend verloren had. Het publiek kreeg kaarsen om mee te zwaaien tijdens het optreden. Ze wonnen hun halve finale en gingen door naar de finale.
In de finale traden zij op met het nummer uit hun eerste auditie en eindigden ze op de derde plaats, achter Lucy Kay en Collabro.

### 2014–heden: debuutalbum143
Op 15 juni 2014 werd bekend dat ze een overeenkomst hadden getekend voor een single bij Simon Cowells platenlabel Syco. De muziekvideo van hun nummer Hopeful kwam uit op YouTube op 7 juli 2014. Hun debuutsingle kwam uit op 27 juli 2014 en stond meteen op de vijfde plaats in de UK Singles Chart.
Op 16 februari 2015 brachten ze een nieuwe single uit, genaamd Keep Smiling. In de daaropvolgende maanden ging het duo op tournee om een impressie te geven van hun aankomende album. Hun derde officiële single, Stay Strong, viel samen met de tournee en kwam uit op 6 april 2015. Hun vierde single Beautiful volgde in juni 2015.
Op 21 augustus 2015 brachten ze hun eerste album, 143, uit. Het album behaalde de vierde plaats in de UK Albums Chart.
In augustus 2019 namen ze deel aan het Britse televisieprogramma Britain's Got Talent: The Champions waarin de meest uitgesproken en beste kandidaten uit verschillende versies van Got Talent over de wereld tegen elkaar strijden. Ze behaalde hierbij de finale. In januari 2020 deden ze mee aan de Amerikaanse versie hiervan genaamd America's Got Talent: The Champions, hierbij kwamen ze niet door de eerste ronde.

## Leden

### Charlie Lenehan
Charlie Lenehan (Frampton Cotterell, 27 oktober 1998) groeide op in Bournemouth met zijn moeder en jongere zusje. Hij stond op 11-jarige leeftijd voor het eerst op een podium, nadat hij begonnen was op de Winterbourne Academy. Hij deed mee aan het Rock Island Project van de school en na het vormen van een band met zijn medeleerlingen werd hij verkozen tot zanger. Lenehan, die ook zijn eigen muziek schrijft, plaatste video's van zichzelf op Facebook en YouTube, waarvan sommige meer dan 50 duizend keer werden bekeken. Hij werd door Devries, die onder de indruk was van zijn werk, gecontacteerd en in januari 2014 begonnen ze samen te oefenen.

### Leondre Devries
Leondre Devries (Port Talbot, 6 oktober 2000) woont bij zijn moeder en heeft een jongere zus en drie oudere broers. Een van hen, Joey, maakte deel uit van de boyband Overload Generation die meedeed aan het elfde seizoen van The X Factor. Devries ging naar de Glan Afan Comprehensive School en heeft openlijk gesproken over zijn ervaringen met pesten op een jonge leeftijd. Voor de vorming van Bars and Melody rapte hij onder de artiestennaam Little Dre.

## Discografie

### Extended plays
- Hopeful (2014)
- Teen Spirit (2016)

### Albums
| Album met eventuele hitnotering(en) in de Nederlandse Album Top 100 | Datum van verschijnen | Datum van binnenkomst | Hoogste positie | Aantal weken | Opmerkingen |
| ------------------------------------------------------------------- | --------------------- | --------------------- | --------------- | ------------ | ----------- |
| 143                                                                 | 21-08-2015            | —                     | —               | —            |             |
| Covers                                                              | 17-02-2017            | —                     | —               | —            |             |
| Generation Z                                                        | 01-09-2017            | —                     | —               | —            |             |

### Singles
| Single met eventuele hitnotering(en) in de Nederlandse Top 40 | Datum van verschijnen | Datum van binnenkomst | Hoogste positie | Aantal weken | Opmerkingen |
| ------------------------------------------------------------- | --------------------- | --------------------- | --------------- | ------------ | ----------- |
| Hopeful                                                       | 2014                  | —                     | —               | —            |             |
| Keep Smiling                                                  | 2015                  | —                     | —               | —            |             |
| Stay Strong                                                   | 2015                  | —                     | —               | —            |             |
| Beautiful                                                     | 2015                  | —                     | —               | —            |             |
| Unite (Live Forever)                                          | 2016                  | —                     | —               | —            |             |
| Never Give Up                                                 | 2016                  | —                     | —               | —            |             |
| I Won't Let You Go                                            | 2017                  | —                     | —               | —            |             |
| Live Your Life                                                | 2017                  | —                     | —               | —            |             |
| Faded                                                         | 2017                  | —                     | —               | —            |             |
| Thousand Years                                                | 2017                  | —                     | —               | —            |             |
| Fast Car                                                      | 2017                  | —                     | —               | —            |             |
| Waiting For the Sun                                           | 2019                  | —                     | —               | —            |             |
| Lighthouse                                                    | 2019                  | —                     | —               | —            |             |